# William J. Tuttle
William J. Tuttle (Jacksonville, 13 de abril de 1912 - Los Angeles, 27 de julho de 2007) foi um maquiador estadunidense. Ele trabalhou em mais de 300 filmes, e foi chefe do departamento de maquiagem dos estúdios da Metro-Goldwyn-Mayer (1950-1970). Por seu trabalho em As 7 Faces do Dr. Lao (1964) ele foi o primeiro em sua profissão a ganhar um Oscar. A categoria de Melhor Maquiagem foi criada apenas em 1981.